# Нікола Контієрі
Нікола Контієрі O.S.B.І. (хресне ім'я Франческо Саверіо, італ. Nicola Francesco Saverio Contieri; 13 червня 1827, Барі  — 26 квітня 1899, Гроттаферрата) — монах-василіянин архимандрії св. Ніла в Гроттаферраті, католицький архієпископ Ґаети (1876—1891). Постулятор канонізаційного процесу св. Йосафата Кунцевича.

## Життєпис
Франческо Саверіо народився в місті Барі в знатній сім'ї Вінченцо і Анни Марії Джеммі Контієрі. Навчався в дієцезальній семінарії в Барі. В квітні 1844 року розпочав новіціят у василіянському монастирі в Гроттаферраті, взявши на облечинах нове ім'я Нікола, в честь святого Миколая, покровителя його рідного міста.
Священичі свячення отримав 21 вересня 1850 року. Виконував обов'язки бібліотекаря і архіваріуса, вчителя літератури, філософії і богослов'я, був екзаменатором новиків і виконував душпастирське служіння на парафії Гроттаферрати. У листопаді 1860 року о. Контієрі став пріором (настоятелем) монастиря.

### Постулятор
6 лютого 1864 року призначений одним із трьох головних постуляторів канонізаційного процесу блаженного Йосафата Кунцевича. Двоє інших — о. Михайло Домбровський, колишній протоігуменом василіян у Польщі та єп. Йосиф Сембратович (отримав призначення в 1865 році) займалися зібранням фондів для проведення канонізації. Всю працю, пов'язану із документацією та приготуванням життєпису (Positio) блаженного взяв на себе о. Контієрі при допомозі гроттаферратських монахів. Він написав і видав у Римі спочатку короткий життєпис Йосафата, а напередодні канонізації опублікував обширніше житіє (Vita di s. Giosafat: Arcivescovo e martire ruteno dell'Ordine di S. Basilio il Grande, Roma, Tipografia della S. Congregazione de Propaganda Fide, 1867, 405 P.; вступне слово — 2 червня 1867 року). При написанні книги базувався в основному на латиномовному життєписі Кунцевича Холмського єпископа Якова Суші («Cursus vitae et certamen martyrii B. Iosaphat Kuncevicii», 1665), перевиданому в 1865 році у Парижі російським єзуїтом Іваном Мартиновим.
29 червня 1867 року брав участь в урочистій месі в Соборі св. Петра, під час якої відбувся обряд канонізації Йосафата Кунцевича, а 18-20 жовтня того ж року як настоятель організував святкування в честь св. Йосафата в монастирі Гроттаферрати. Під впливом і керівництвом Контієрі монахи обителі написали і видали кілька гимнів грецькою мовою на честь святого.
24 грудня 1869 року Гроттаферратському монастиреві після 33-ох років перерви повернено статус архимандрії і 27 січня 1870 року Нікола Контієрі став 77-мим архимандритом на наступних шість років.

### Архієпископ
3 квітня 1876 року архимандрит Нікола Контієрі отримав призначення на архієпископську катедру в місті Ґаета. Єпископську хіротонію отримав 7 травня з рук кардинала Антоніо Саверіо Де Лука в каплиці Боргезе у Базиліці Санта Марія Маджоре в Римі. В 1890 році, уражений паралічем, подав зречення з уряду архієпископа, яке папа Лев XIII прийняв 14 грудня 1891 року, надавши йому титул архієпископа Фарсали. В подяку за служіння клир архієпархії Ґаети видав книгу, присвячену Контієрі, у якій були зібрані всі його урочисті промови та описані головні чинності («Ricordi dell'episcopato di mons. Nicola Contieri nell'archidiocesi di Gaeta», Napoli 1892, VI, 384 P.).
Останні роки життя провів у Гроттаферратській архимандрії, де й помер 26 квітня 1899 року.